# The Way I Am (singel Sandry)
The Way I Am – utwór muzyczny niemieckiej piosenkarki Sandry wydany w 2007 roku na jej płycie The Art of Love.
Piosenkę napisali Jens Gad, Sandra i Andru Donalds, a wyprodukował Jens Gad. Została ona pierwszym singlem promującym album The Art of Love w styczniu 2007 i spotkała się z niewielkim sukcesem w Niemczech. Singel zawierał dwa bonusowe utwory, w tym „Sleep”, będący coverem piosenki „Sleep with Me”, którą w 2002 roku nagrał kanadyjski projekt Conjure One, a Edyta Górniak wydała na swojej płycie Perła.

## Lista utworów
- CD single/download[1]

1. „The Way I Am” (Radio Edit) – 3:30
2. „The Way I Am” (Extended Club Edit) – 6:59
3. „The Way I Am” (Lounge Edit) – 5:06
4. „Logical Love” – 3:33
5. „Sleep” – 3:21

## Pozycje na listach
| Lista                  | Najwyższa pozycja |
| ---------------------- | ----------------- |
| Niemcy (Media Control) | 50                |